# Арас
Арас (ісп. Aras) — муніципалітет в Іспанії, у складі автономної спільноти Наварра. Населення — 199 осіб (2009).
Муніципалітет розташований на відстані близько 260 км на північний схід від Мадрида, 65 км на південний захід від Памплони.

## Демографія
Динаміка населення (INE ):

## Галерея зображень

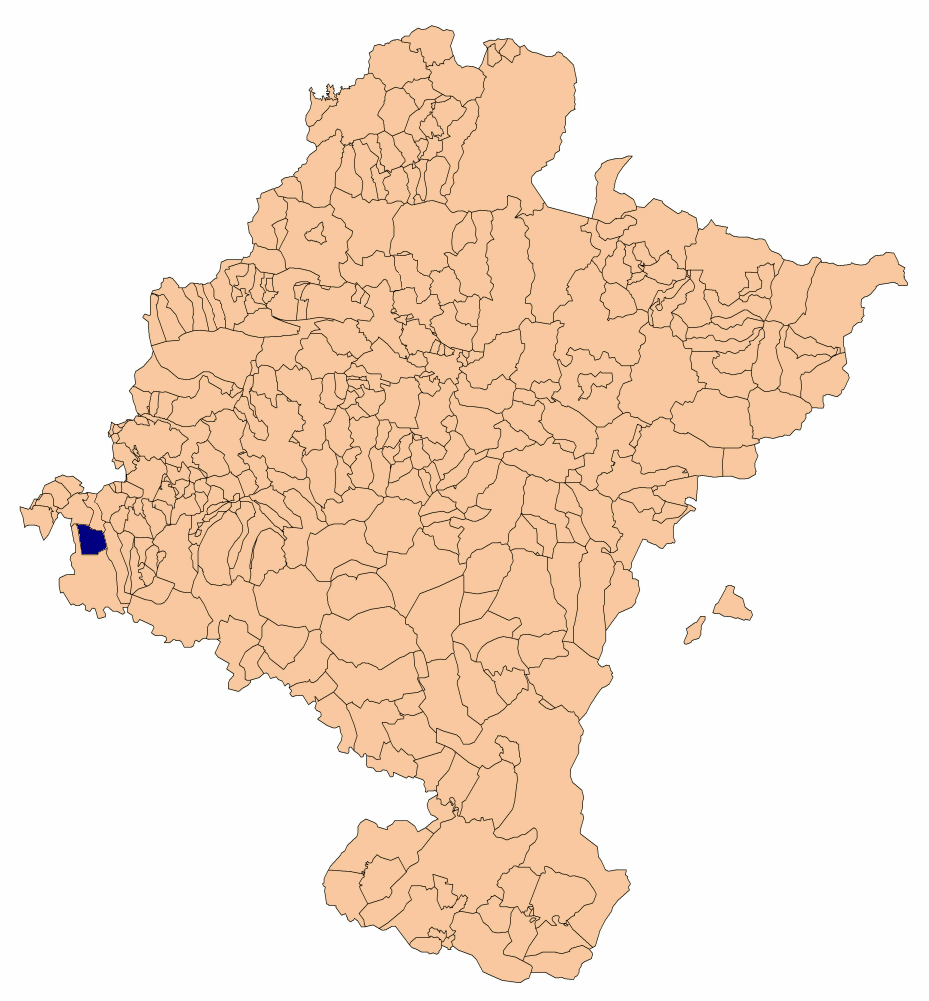
Розташування муніципалітету